# Coleophora presbytica
Coleophora presbytica is een vlinder uit de familie kokermotten (Coleophoridae). De wetenschappelijke naam van deze soort is voor het eerst geldig gepubliceerd in 1921 door Edward Meyrick.

## Type
- lectotype: "female, 24.II.1917. C.J. Swierstra. type no. 2582, genitalia slide Janse 6374"
- instituut: TMSA. Pretoria, Zuid-Afrika
- typelocatie: RSA, Pretoria North

Het lectotype is vastgelegd door Janse.
De soort komt voor in het Afrotropisch gebied.